# UK Biobank
UK Biobank é um grande estudo de biobanco de longo prazo no Reino Unido que está investigando as respectivas contribuições da predisposição genética e da exposição ambiental (incluindo nutrição, estilo de vida, medicamentos etc.) para o desenvolvimento de doenças. O estudo começou em 2006.
Com sede em Stockport, Grande Manchester, é constituída como uma sociedade limitada e uma instituição de caridade registrada na Inglaterra e no País de Gales, e registrada como uma instituição de caridade  na Escócia.

## Projeto
O estudo está acompanhando cerca de 500.000 voluntários no Reino Unido, matriculados com idades entre 40 e 69 anos. A inscrição inicial ocorreu ao longo de quatro anos a partir de 2006, e os voluntários serão acompanhados por pelo menos 30 anos depois.
Os futuros participantes foram convidados a visitar um centro de avaliação, no qual preencheram um questionário automatizado e foram entrevistados sobre estilo de vida, histórico médico e hábitos nutricionais; variáveis básicas como peso, altura, pressão arterial etc. foram medidas, e amostras de sangue e urina foram coletadas. Essas amostras foram preservadas para que posteriormente fosse possível extrair DNA e medir outras substâncias biologicamente importantes. Durante toda a duração do estudo, pretendia-se que todos os eventos de doenças, prescrições de medicamentos e óbitos dos participantes fossem registrados em um banco de dados, aproveitando o Serviço Nacional de Saúde centralizado do Reino Unido.
Durante o exame físico inicial, foi fornecido ao participante um feedback básico quanto ao seu peso, altura, IMC, pressão arterial, capacidade vital pulmonar, densidade óssea e pressão intra-ocular; no entanto, se quaisquer outros problemas médicos fossem detectados, nem o participante nem seu médico seriam notificados. Problemas detectados posteriormente, como fatores de risco genéticos, não foram comunicados nem ao participante nem ao médico ("para garantir que os voluntários não sejam penalizados por seguradoras, por exemplo, que podem exigir que os clientes divulguem os resultados de quaisquer testes genéticos").
A partir de 2012, os pesquisadores puderam solicitar o uso do banco de dados (embora não tenham acesso aos voluntários, que permanecerão estritamente anônimos). Um estudo típico usando o banco de dados pode comparar uma amostra de participantes que desenvolveram uma determinada doença, como câncer, doença cardíaca, diabetes ou doença de Alzheimer, com uma amostra daqueles que não desenvolveram, na tentativa de medir os benefícios, contribuição do risco e interação de genes específicos, estilos de vida e medicamentos.
A partir de 2017, pesquisadores conseguiram acessar o banco de dados, incluindo informações genéticas. Até 2017, os participantes do Biobank tiveram aproximadamente 1,3 milhão de hospitalizações e 40.000 incidentes de câncer, dos quais 14.000 morreram.

## Informações iniciais coletadas
O estudo foi inicialmente lançado com uma visita que consistia no seguinte: 
- Um processo de consentimento sem papel
- Um questionário touchscreen sobre estilo de vida e saúde geral
- Testes de memória touchscreen
- Uma entrevista com uma enfermeira sobre histórico médico detalhado
- Medição da pressão arterial
- Medição de alturas sentadas e em pé
- Medição de peso
- Medição da composição corporal usando impedância
- Medição da força de preensão
- Espirometria respiratória
- Densitometria óssea ultrassonográfica do calcanhar
- Coleta de amostras de sangue e urina

Uma vez comprovado o método de avaliação baseado em visitas, o leque de investigações foi ampliado para incluir: 
- Teste de discriminação auditiva
- Medição da velocidade da onda de pulso arterial
- Medição da acuidade visual
- Medição da pressão intraocular
- Refratometria da lente
- Imagem do fundo da retina
- Tomografia de coerência óptica da retina
- Eletrocardiograma durante o exercício
- Coleta de amostra de saliva
- Avaliação dietética

## Ética e governança
O projeto UK Biobank opera dentro dos termos de uma Estrutura de Ética e Governança. A Estrutura descreve uma série de padrões para os quais o UK Biobank operará durante a criação, manutenção e uso do recurso e detalha os compromissos envolvidos com os participantes do projeto, pesquisadores e o público em geral. O Conselho de Ética e Governança independente do Biobank do Reino Unido presta consultoria ao projeto e monitora sua conformidade com a Estrutura. O Conselho também aconselha de forma mais geral sobre os interesses dos participantes da pesquisa e do público em geral em relação ao projeto.

## Recrutamento
Após a fase piloto inicial no período 2005-6, o estudo principal começou em abril de 2007 e até o final desse ano 50.000 pessoas participaram. O recrutamento atingiu 100.000 em abril de 2008, 200.000 em outubro de 2008, 300.000 em maio de 2009, 400.000 em novembro de 2009 e ultrapassou a meta de 500.000 em julho de 2010. A inscrição dos participantes foi declarada completa em agosto de 2010. Os voluntários eram em grande parte europeus saudáveis, prósperos e brancos. Em vez de recrutar mais participantes para o biobanco, a organização está ajudando outras instituições a estabelecer e executar iniciativas semelhantes.

## Uso
O conjunto de dados do UK Biobank foi aberto a aplicações de pesquisadores em março de 2012. O recurso está disponível para cientistas do Reino Unido e de fora do país, quer trabalhem no setor público ou privado, para a indústria, academia ou instituição de caridade, sujeito à verificação de que a pesquisa é relacionada à saúde e de interesse público. Os pesquisadores são obrigados a publicar seus resultados em um site de publicação de código aberto ou em uma revista acadêmica e devolver suas descobertas ao Biobank do Reino Unido. Até abril de 2017, 4.600 pesquisadores haviam se cadastrado para usar o recurso, mais de 880 inscrições haviam sido submetidas e 430 projetos de pesquisa estavam concluídos ou em andamento. 130 artigos revisados por pares com base nos dados do UK Biobank foram publicados até janeiro de 2017.

## Opinião
O projeto foi geralmente elogiado por seu escopo ambicioso e potencial único. Um painel de revisão científica concluiu que "o UK Biobank tem o potencial, de maneiras que não estão disponíveis em outros lugares, para apoiar uma ampla gama de pesquisas". Colin Blakemore, executivo-chefe do Conselho de Pesquisa Médica, previu que "vai fornecer aos cientistas informações extraordinárias" e "se tornar um recurso único para as gerações futuras".

## Financiamento
O UK Biobank é financiado pelo Departamento de Saúde do Reino Unido, pelo Conselho de Pesquisa Médica, pelo Executivo Escocês e pela instituição de caridade de pesquisa médica Wellcome Trust. O custo da fase inicial de recrutamento e avaliação dos participantes foi de 62 milhões de libras esterlinas.